# دیوژن‌ماهی‌ها
دیوژن‌ماهی‌ها (نام علمی: Diogenichthys) نام یک سرده از تیره فانوس‌ماهی است.